# Le Rêve du papillon (film, 1994)
Pour les articles homonymes, voir Le Rêve du papillon (homonymie).
Pour plus de détails, voir Fiche technique et Distribution.
Le Rêve du papillon (titre original en italien Il sogno della farfalla) est un film italien réalisé par Marco Bellocchio et sorti en 1994. Il a été en compétition dans la sélection Un certain regard lors du Festival de Cannes 1994.

## Fiche technique
- Titre : Le Rêve du papillon
- Titre original : (it) Il sogno della farfalla
- Réalisation : Marco Bellocchio
- Scénario : Massimo Fagioli
- Directeur de la photographie : Giorgos Arvanitis
- Montage : Francesca Calvelli
- Musique : Carlo Crivelli
- Décors : Amedeo Fago
- Costumes : Lia Francesca Morandini
- Producteurs : Piergiorgio Bellocchio et Marco Bellocchio
- Sociétés de production : Filmalbatros, Cinecittà, Waka Films AG et Pierre Grise Productions[1]
- Pays de production : Italie, Suisse, France
- Langue d'origine : italien
- Format : Couleurs - Stéréo - 35 mm
- Genre : Comédie dramatique
- Durée : 111 minutes
- Date de sortie : 11 mai 1994 en Italie

## Distribution
- Bibi Andersson : la mère
- Henry Arnold : Carlo
- Thierry Blanc : Massimo
- Nathalie Boutefeu : Anna
- Roberto Herlitzka : le père
- Simona Cavallari : la fille
- Sergio Graziani
- Antonio Pennarella :Le gitan